# Claudio Strinati
Pour les articles homonymes, voir Strinati.
Claudio Strinati, né le 17 septembre 1948 à Rome, est un historien de l’art italien, (it) dirigente (administrateur civil) et surintendant des musées de Rome. Il a été l'organisateur de l'exposition commémorant les 400 ans de la mort de Caravage.

## Biographie
Claudio Strinati est né en 1948 à Rome,. Il est diplômé en 1970 en Lettres, avec une spécialisation en histoire de l'art avec le professeur Cesare Brandi, Université de Rome « La Sapienza », après avoir enseigné dans certaines écoles, depuis 1974 a travaillé au sein du Ministère des Biens et Activités culturels et du Tourisme, d'abord à la Surintendance de la Ligurie, puis dans celle de Rome. De 1991 à 2009, il était surintendant des musées de Rome, Polo et à ce titre a été impliqué dans la réorganisation de certains musées de la capitale.
Il est depuis 2009 l’un des dirigeants du MiBAC (ministère italien pour les Biens et les Affaires culturelles).
Il a conçu et organisé des expositions d'art importantes en Italie et à l'étranger, dédiées, entre autres, à Sebastiano del Piombo, Le Caravage et le Caravagisme, Raphaël, Titien et Tiepolo,. En tant que vulgarisateur de l'histoire de l'art il a mené des émissions télévisées (par exemple Divini Devoti transmis par la Rai 5 en dix épisodes en 2014), et a collaboré avec des journaux et des magazines,.
Expert dans la peinture et la sculpture de la Renaissance et du baroque, il est également compétent dans le domaine de la musique et a collaboré avec le Dizionario Biografico degli Italiani publié par l'Institut de l'Encyclopédie italienne.
En 2014, lors d'un entretien dans le journal Le Figaro, l'ancien directeur des Musées de Rome Claudio Strinati estime que les personnalités politiques de l'Italie se désintéressent de plus en plus du patrimoine, il estime que la gestion par le privé est médiocre car les entreprises ont augmenté leurs marges et privilégié l'accueil et le service au détriment de l'entretien. Il se désole que dans un pays qui détient 60 % du patrimoine mondial classé par l'Unesco, on répare d'un côté quand tout s'effondre de l'autre. Au sujet des églises, il trouve paradoxal qu'il n'existe presque aucun rapport sur les constructions délabrées, le Vatican utilisant ses propres moyens pour les églises monumentales dont il propriétaire (essentiellement à Rome), les autres églises sont des propriétés publiques gérées par la Conférence épiscopale mais que le problème est qu'il n'existe ni collaboration scientifique ni financière. Il est convaincu que le financement pour le patrimoine va augmenter car le nouveau gouvernement a mis la culture au centre de ses intérêts et que le président du Conseil Matteo Renzi sait que les promesses doivent être tenues.

## Publications
- L'arte a Roma dal Rinascimento al barocco, con Sergio Rossi, Roma, IDISU, 1987.
- Palazzo Volpi alle Quattro Fontane, Roma, Iger, 1991.
- Mattia Preti: disegno e colore, con Maurizio Marini, Carolina Ippoliti, Catanzaro, Abramo, 1991.
- Raffaello, inserto di "Art e dossier", Firenze, Giunti, 1995.  (ISBN 88-09-76193-6).
- La dignità del casato: il salotto dipinto di Palazzo Farnese, con  Ingeborg Walter, Roma, Edizioni dell'Elefante, 1995.  (ISBN 88-717-6057-3).
- Giannetti in Vaticano. Le opere di Gino Giannetti nella Cappella dei Santi Martino e Sebastiano degli Svizzeri in Vaticano, Roma, Istituto poligrafico e Zecca dello Stato, 2000.
- Guercino e la pittura emiliana del '600, Catalogo della mostra di Padova, 7 ottobre 2000 - 28 gennaio 2001, con Rossella Vodret, Venezia, Marsilio, 2000.  (ISBN 88-317-7672-X).
- Il mestiere dell'artista: da Giotto a Leonardo con una nota di Sergio Valzania, Palermo, Sellerio, 2007.  (ISBN 88-389-2159-8).
- Il mestiere dell'artista: da Raffaello a Caravaggio, con una nota di Sergio Valzania, Palermo, Sellerio, 2009.  (ISBN 88-389-2327-2).
- I caravaggeschi. Percorsi e protagonisti, 2 voll., con Alessandro Zuccari, Milano, Skira, 2010.  (ISBN 978-88-8491-282-4).
- Raffaello universale, a cura di Alessandro Vezzosi, Reggio Emilia, Scripta maneant, 2010.  (ISBN 978-88-95847-11-5).
- Bronzino, Roma, Viviani, 2010.  (ISBN 978-88-7993-146-5).
- Il mestiere dell'artista: dal Caravaggio al Baciccio, con una nota di Sergio Valzania, Palermo, Sellerio, 2011.  (ISBN 88-389-2539-9).
- Andrea del Sarto: un San Sebastiano ritrovato, Roma, Gangemi, 2013.  (ISBN 978-88-492-2665-2).
- Il mestiere dell'artista: dal Trecento al Seicento, Palermo, Sellerio, 2014.  (ISBN 88-389-3115-1)

## Honneurs
- Ordre du Mérite de la République italienne :
  -  Officier de l'Ordre du Mérite de la République italienne - «Sur proposition de la présidence du Conseil des ministres» - 2 juin 1991[10]
  -  Grand officier de l'Ordre du Mérite de la République italienne - «Initiative du Président de la République» - 13 mai 1999[11]